# Den evige ynglingen
Den evige ynglingen, latin puer aeternus, är ett begrepp som i mytologin betecknar en barn-gud vars ungdom varar för evigt. Den evige ynglingen finns i flera kulturers mytologier och har av till exempel Carl Gustav Jung använts som en arketypisk företeelse.
Den evige ynglingen motsvaras av guden Dionysos, som är instinktiv, passionerad, oordnad och nyckfull. Motsatsen är den gamle mannen (latin senex), motsvarande bland annat guden Apollon som är disciplinerad, erfaren, ansvarsfull och rationell.